# Championnat de France Nationale 1 de tennis de table 1980-1981
Navigation
Nationale 1 1979-1980 Nationale 1 1981-1982
| \| US Kremlin Bicêtre Levallois SC TT Angers SAG Cestas TT Pontoise Saint-Berthevin Mondeville Caen TTC Femmes ASPTT Lille Métropole Lys Lez Lannoy CP Évreux \| Localisation des clubs engagés dans le championnat. |
| US Kremlin Bicêtre Levallois SC TT Angers SAG Cestas TT Pontoise Saint-Berthevin Mondeville Caen TTC Femmes ASPTT Lille Métropole Lys Lez Lannoy CP Évreux                                                           |

Les clubs de Cléon et de l'ASC Fontenay remplacent le CAM Bordeaux et Amiens SCTT, relégués l'année dernière. 

L'USKB et l'AL Bruz conservent leur titre de champions de France de Nationale 1.
Chez les hommes, Fontenay retourne en Nationale 2 en compagnie du SLUC Nancy.

## Championnat Hommes
- 1. CSA Kremlin-Bicêtre
- 2. AS Messine Paris
- 3. ES Levallois
- 4. TT La Tronche
- 5. VGA Saint-Maur
- 6. AC Renault-Cléon (promu en début de saison)
- 7. ACS Fontenay-sous-Bois (promu puis relégué)
- 8. SLUC Nancy (relégué en fin de saison)